# Beavis and Butt-Head Do America
Beavis and Butt-Head Do America é um filme de animação norte-americano de 1996 dirigido por Mike Judge, baseado na série de animação da MTV Beavis and Butt-head.